# پاولو رینک
پاولو رینک (به آلمانی: Paulo Rink) بازیکن فوتبال و مهاجم اهل آلمان است که از سال ۱۹۹۸ میلادی عضو تیم ملی فوتبال آلمان بوده‌است.

## تیم ملی
وی در ۱۳ بازی ملی حضور داشته است و آخرین بازی ملی خود را در سال ۲۰۰۰ میلادی انجام داد. پاولو رینک در بازی‌های ملی‌اش گلی به ثمر نرساند.